# Мокреш (Монтанская область)
Мокреш (болг. Мокреш) — село в Болгарии. Находится в Монтанской области, входит в общину Вылчедрым. Население составляет 831 человек.

## Политическая ситуация
В местном кметстве Мокреш, в состав которого входит Мокреш, должность кмета (старосты) исполняет Бисер Божидаров Цветанов Граждане за европейское развитие Болгарии (ГЕРБ)) по результатам выборов правления кметства.
Кмет (мэр) общины Вылчедрым — Иван Христов Барзин (Земледельческий союз Александра Стамболийского (ЗСАС)) по результатам выборов в правление общины.